# Fly Point (Western Australia)
Fly Point ist eine Landspitze und Halbinsel im australischen Bundesstaat Western Australia auf der Sir Graham Moore Island.
Fly Point ist etwa 170 Meter lang und bis zu 270 Meter breit.